# Sublevación de la Escuadra de Chile
La sublevación de la Escuadra de Chile fue un motín y movilización gremial protagonizada por el conjunto de la marinería de la Armada de Chile entre el 31 de agosto y el 7 de septiembre de 1931. El movimiento nació como protesta frente a una fuerte rebaja de salarios, que había sido decretada por el gobierno del vicepresidente Manuel Trucco, en medio de la crisis económica y política que atravesaba Chile a raíz de la Gran Depresión. La sublevación pasó por varias fases durante la semana que duró. Tras apoderarse de los buques y bases, la marinería presentó a las autoridades un petitorio, que el gobierno tramitó y negoció durante algunos días.
En el transcurso de las negociaciones, los sublevados engrosaron su petitorio con demandas cada vez más generales, y relacionadas con la crisis del país. Ya el día 4 de septiembre, tras el ultimátum del gobierno y en la víspera de ser atacados, los sublevados manifestaron abiertamente su deseo de que el movimiento adquiriera características de revolución social.
A partir del 5 de septiembre, los marinos comenzaron a ser atacados por fuerzas adeptas al gobierno, por lo que intentaron inicialmente sostener por algunos días una resistencia militar. Luego de sostener combates en Coquimbo y Talcahuano, las tripulaciones capitularon.

## Antecedentes

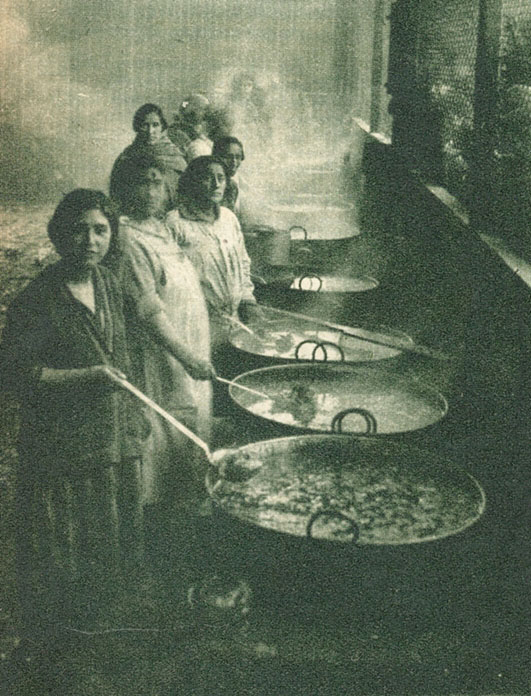
Mujeres chilenas preparan ollas comunes, en 1932, como método solidario para combatir el hambre y la escasez.

### Situación económica
En agosto de 1931, los marineros de la Armada de Chile fueron informados de una rebaja salarial del 30 %, que el ministro de Hacienda, Pedro Blanquier, había aplicado a todos los funcionarios públicos, incluyendo a los de las fuerzas armadas. Esta merma se sumaba a otra vigente desde el año anterior, que había reducido los sueldos de la Armada en un 10 %, y a la pérdida definitiva de las bonificaciones adeudadas por concepto de períodos de instrucción en el extranjero.
La rebaja de sueldos estaba agravada por la pérdida del poder adquisitivo real, producto de la inflación, y por el desquiciamiento general de la economía chilena a raíz de la Gran Depresión.
La caída de las exportaciones, el derrumbe de los precios de los productos chilenos, la falta de liquidez y la alta deuda externa completaban el grave panorama. La situación económica era tan preocupante que un informe de la Sociedad de Naciones concluyó que Chile era el país más golpeado a nivel mundial por la coyuntura económica.
En tanto, se producía la migración masiva de los obreros de las oficinas salitreras nortinas, que abandonaban la pampa, debido al hambre y la falta de trabajo, dirigiéndose en su mayoría a la Zona Central del país.
La situación ya había provocado la caída de la dictadura del general Carlos Ibáñez un mes antes, el 26 de julio de 1931.

### Tesis de manipulación política
Algunos contemporáneos y autores posteriores consideraron que la Sublevación era fruto de la agitación e infiltración de elementos externos a la Armada. Esta tesis ofrecía varios posibles responsables. Pero la acusación más persistente y difundida es la que sindica al Partido Comunista de Chile como promotor en las sombras de todo el movimiento. Sin embargo, no fue el único sector político al que se responsabilizó de detonar la sublevación. La tesis que implicaba a los comunistas es solo una entre varias hipótesis lanzadas por las autoridades de la época. De manera que, en ocasiones, incluso una sola fuente oficial sindicó a grupos políticos de distinto signo, desde comunistas hasta nacionalistas ibañistas. Cada una de las tesis que explican el episodio como una manipulación también presentan algún nivel de debilidad lógica y probatoria, como se explicita a continuación.

#### Infiltrados en el Reino Unido

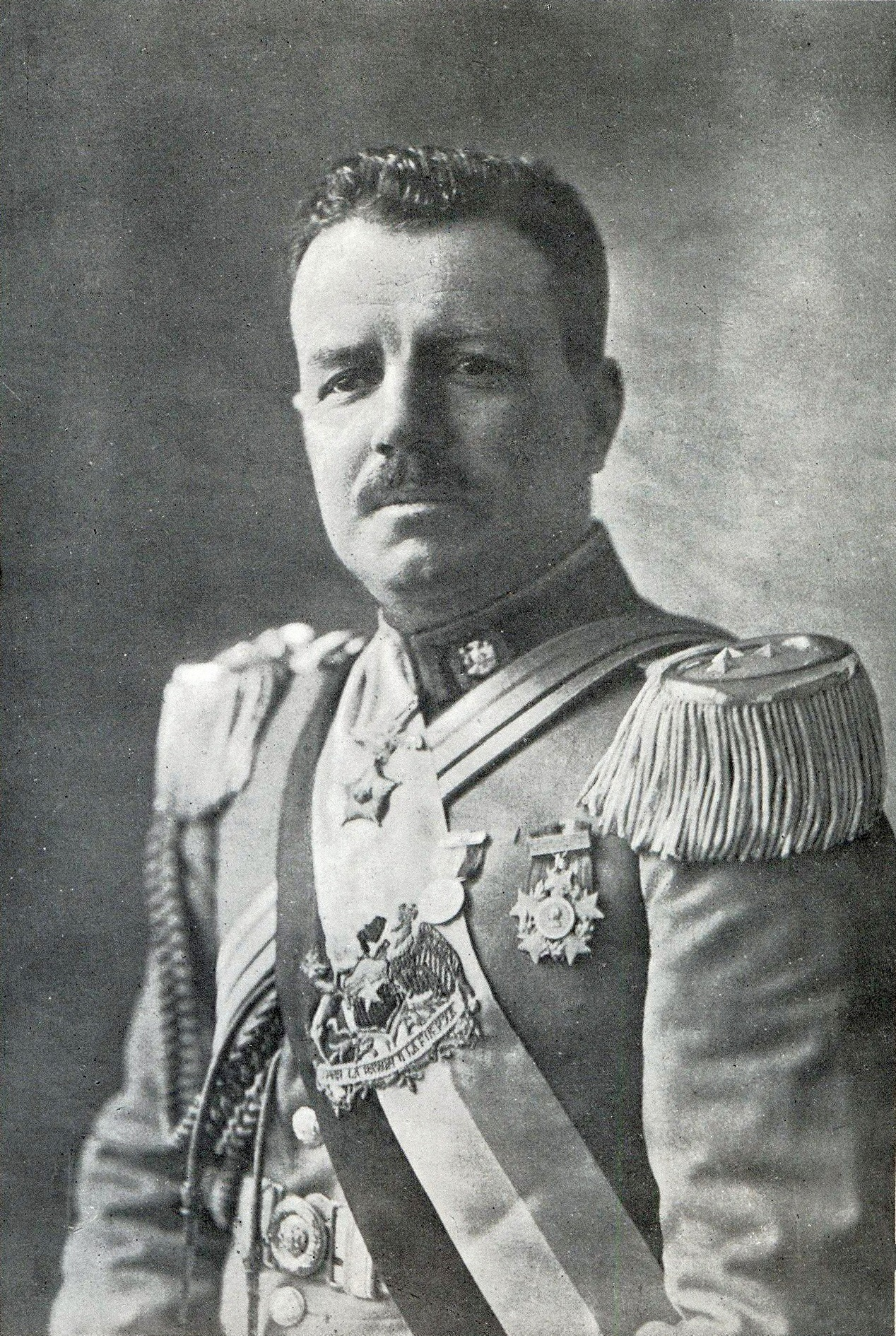
Se acusó como responsables, alternativamente, a los comunistas, socialistas y a los seguidores del depuesto caudillo nacionalista Carlos Ibáñez del Campo.

Ricardo Donoso y el entonces encargado de las negociaciones con los rebeldes por parte del gobierno, el contraalmirante Edgardo von Schroeders, secundado por el capitán de navío Luis Muñoz Artigas, consideraron decisiva la agitación a que habrían sido sometidos los marineros que fueron enviados a Davenport. Dicho destacamento había viajado al Reino Unido a hacerse cargo del acorazado Almirante Latorre, que estaba siendo modernizado. Según esta versión, políticos exiliados por el presidente Carlos Ibáñez, reunidos en el llamado Comité Revolucionario de París, habrían iniciado una campaña de propaganda entre la marinería. Entre los exiliados se encontraba, de hecho, el propio expresidente Arturo Alessandri, eterno rival de Ibáñez. Alessandri fue personalmente responsabilizado por Ventura Maturana, el jefe de la cuestionada policía política organizada por Ibáñez.
Apuntando a otro de los miembros del grupo de París, el general de ejército Tobías Barros Ortiz acusaba como instigador a Marmaduke Grove, oficial socialista de la aviación que protagonarizaría un golpe de Estado en junio de 1932. Pero esta acusación presenta una dificultad. El día que caía Ibáñez, 26 de julio de 1931, Grove llegaba a París después de vivir una larga odisea y escapar en una goleta tahitiana desde la isla de Pascua. Allí había permanecido confinado tras el llamado incidente del "Avión Rojo" de septiembre de 1930. Es decir que entre esa fecha y julio de 1931 Grove estuvo fuera de circulación.

#### Infiltración comunista
Los oficiales navales de la época, como el ya citado Von Schroeders,  responsabilizaban a un par de aspirantes a condestables que habían sido contratados en el mundo civil para llenar los cupos necesarios en el Almirante Latorre, tras el regreso del acorazado a Chile. Eran los cabos despenseros Manuel Astica y Augusto Zagal. Se les acusaba de ser agitadores profesionales del comunismo y de ser los instigadores del motín. Ambos se habían embarcado en Coquimbo, en mayo de 1931, tres o cuatro meses antes de que se iniciara la sublevación. Astica había pertenecido a la Unión de Centros Juveniles Católicos, donde conoció a líder sindical Clotario Blest, y había realizado alguna labor política y periodística en las oficinas salitreras del cantón Antofagasta.

#### Infiltración ibañista
Por otro lado, existen ciertas posibles contradicciones en las versiones conspirativas. El mismo contraalmirante Von Schroeders deslizaba sospechas acerca de la supuesta acción intrigante de un exministro del recién derrocado gobierno nacionalista de Ibáñez: el almirante retirado Carlos Froedden, extitular de Interior, Guerra y Marina. Von Schroeders aseguraba que aquel oficial habría visitado localidades cercanas a Coquimbo antes y durante la Sublevación. El delegado del gobierno acompañaba sus acusaciones con comentarios antisemitas acerca del mal concepto que le merecía el carácter de los judíos, como el ex almirante Froedden.
Así, Von Schroeders, simultáneamente, acusaba a los exiliados anti ibañistas —socialistas y alessandristas—, a un ministro ibañista y a los despenseros cercanos al comunismo. En la versión del almirante la sublevación aparece siempre como una contaminación exógena a la Armada, procedente de todo tipo de fuentes disímiles, que se habrían combinado en un mismo hecho.

### Debilidades de las teorías

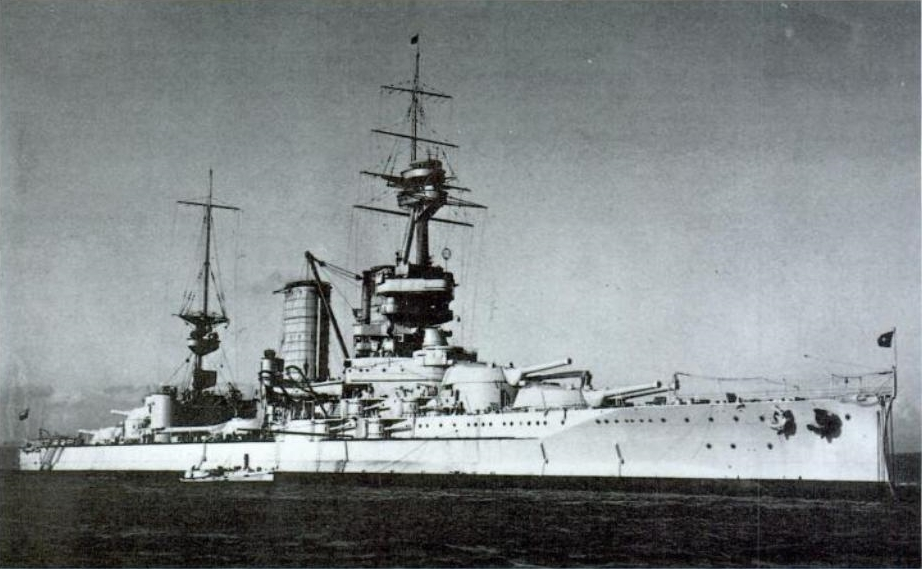
El acorazado Almirante Latorre, buque insignia de la Escuadra chilena en 1931.

Estas tres versiones; la del Almirante Latorre infiltrado en Davenport, la de los dos cabos comunistas del Almirante Latorre y la de Froedden merodeando en Coquimbo; no explican el casi instantáneo apoyo que la Sublevación concitó en el resto de los buques, en diversos puertos y rutas, y en bases lejanas entre sí. Pues el motín no se concentró solo en el Latorre, sino que se extendió por Talcahuano, Valparaíso, Quintero y el resto de la escuadra estacionada en Coquimbo.
La teoría de la infiltración en Davenport por los exiliados anti-ibañistas no parece considerar que para agosto de 1931 Ibáñez ya había caído.  
La teoría de las intrigas del almirante retirado Froedden se basa en rumores de su mera presencia en la provincia de Coquimbo, prejuicios raciales y argumentación ad hominem. Por otro lado, entre las primeras demandas de los marineros estaba exigir la extradición de todos los sospechosos de desfalcar las finanzas públicas. Éste era un reclamo común de la opinión pública y los petitorios sindicales en agosto de 1931, y se refería sobre todo a Ibáñez y al propio Froedden. A este último, de hecho, muchos lo creían fugado fuera del país.
No es consistente con la teoría de la infiltración comunista el hecho de que el marinero que en su momento fue identificado por la prensa como el verdadero líder de la sublevación, el técnico en telecomunicaciones Guillermo Steembecker, nunca fue relacionado con actividades políticas de izquierda. De hecho años antes, el llamado "comodoro de los insurrectos", había tenido ocasión de ser secretario en Talcahuano de una asociación nacionalista de extrema derecha, la Liga Patriótica Militar de dicho puerto, hermana de otras ligas patrióticas. En la década de 1920 estas agrupaciones habían estado empeñadas en actividades de hostigamiento xenófobo en las provincias de Tacna, Arica, y Tarapacá. Además las ligas asaltaban, como pandillas de choque, sedes sindicales y estudiantiles. Steembecker gozaba, por otra parte, de un largo historial en la Armada. Había sido enviado a una capacitación especial en Alemania y alcanzado el puesto de jefe de la Radioestación Naval de Antofagasta.
Se debe acotar que Steembecker, pese a ser el proclamado líder de la Sublevación en Coquimbo y a diferencia de lo ocurrido con otros cabecillas, no estuvo entre los condenados por el posterior consejo de guerra en San Felipe.

### Relaciones entre marinería y oficialidad

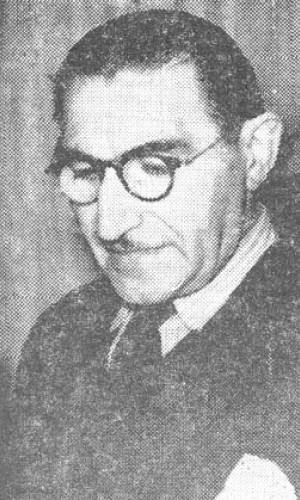
Manuel Astica, uno de los líderes de la marinería, en una fotografía de los años 1970s.

Las acusaciones de Von Schroeders contra del exalmirante Carlos Froedden también eran extensivas al gobernador marítimo de Coquimbo, el capitán de corbeta Guillermo Valenzuela. Según esta versión, Valenzuela retrasó por lo menos en 9 horas (17:00) el envío de su aviso dando cuenta de los hechos a La Moneda. Incluso lo remitió después de que los marineros rebelados enviaron su propio radiograma. El comisionado del gobierno acotaba en sus informes que no se debía olvidar que Froedden, siendo ministro de Ibáñez, había nombrado a Valenzuela alcalde de Coquimbo.
Este tipo de asociaciones establecerían, según lo que dedujo el gobierno, la posibilidad de que un sector de la oficialidad, por lo menos los ibañistas retirados, manipulaba a los marineros.
La versión posterior de uno de los principales cabecillas de la sublevación, Manuel Astica, involucraba más bien a la oficialidad activa. Pero no hacía referencia al ibañismo de los oficiales, sino que a la molestia inicial de estos por el mismo problema que aquejaba a marinos y suboficiales: la rebaja de remuneraciones del 30 %, que también los afectaba. Manuel Astica afirmaba que:

[...] los primeros que reaccionaron fueron los propios oficiales. Ellos querían promover un movimiento, pero no tuvieron cojones frente al cerrado personalismo de los comodoros Campos y Hozven [jefes de las escuadra activa y de instrucción respectivamente]
Manuel Astica.

Pero por otro lado, es casi indudable que las relaciones entre jefes y subordinados se rompieron en algún punto. El anuncio de la rebaja de sueldos fue hecho a la tripulación por el propio comodoro Alberto Hozven, quien se negó a cursar cualquier queja o petitorio por considerar que no cabía ese tipo de actitudes "antipatrióticas".

Yo recuerdo textualmente las siguientes palabras de Hozven. "Es una cobardía pedir que no se efectue la rebaja de sueldos de un 30% sabiendo que el país se encuentra en la bancarrota. Castigaré con la expulsión, cualquiera sea el número de cobardes, a quien intente presentarme esas peticiones".
Suboficial preceptor Ernesto González

Aun así los sublevados declararon en su primer radiograma que no tenían intención de rebelarse a sus oficiales y la disciplina. En este sentido, se debe acotar que mientras duró la Sublevación muchos de los buques fueron comandados por sus suboficiales con mayor antigüedad, por lo que de alguna manera se respetó la lógica jerárquica. Por otra parte, muchos oficiales cautivos declararon después que fueron tratados de manera considerada.

## Rebelión en Coquimbo
El descontento cundía en los buques de la flota de guerra que se encontraba en Coquimbo. En ese puerto, debido a sus buenas condiciones meteorológicas, se cumplía cada año un período de entrenamiento de varios meses. La escuadra estaba dividida en una escuadrilla activa y otra de instrucción o reserva. El conjunto se constituían de 14 buques y unos 2750 tripulantes. Los buques sumaban 53 005 toneladas:
| La Escuadra de Coquimbo |                                                      |                                              |                       |              |
| Buque                   | Tipo                                                 | Observaciones                                | Tripulación (hombres) | Tonelaje (t) |
| Almirante Latorre       | acorazado tipo dreadnought                           | buque insignia de la flotilla de instrucción | 1167                  | 32 960       |
| O'Higgins               | crucero acorazado (1896)                             | buque insignia de la flotilla activa         | 500                   | 8500         |
| Aldea                   | destructor de clase Serrano (1928)                   | flotilla activa                              | 130                   | 1450         |
| Hyatt                   | destructor de clase Serrano (1928)                   | flotilla activa                              | 130                   | 1450         |
| Riquelme                | destructor de clase Serrano (1928)                   | flotilla activa                              | 130                   | 1450         |
| Videla                  | destructor de clase Serrano (1928)                   | flotilla activa                              | 130                   | 1450         |
| Orella                  | destructor de clase Serrano (1928)                   | flotilla de instrucción                      | 130                   | 1450         |
| Serrano                 | destructor de clase Serrano (1928)                   | flotilla de instrucción                      | 130                   | 1450         |
| Lynch                   | cazatorpedero líder de clase Lynch o Foulknor (1913) | flotilla de instrucción                      | 160                   | 1430         |
| Capitán O'Brien         | submarino clase Odín (1929)                          |                                              | 53                    | 1520         |
| Tegualda H-2            | submarino de la clase H (1917)                       |                                              | 22                    | 355          |
| Guale H-6               | submarino de la clase H (1917)                       |                                              | 22                    | 355          |
| Gálvez                  | remolcador (1897)                                    | buque auxiliar                               | ¿40?                  | 475          |
| Artillero               | remolcador (1908)                                    | buque auxiliar                               | ¿10?                  | 140          |

El motín estalló en la noche del 31 de agosto al 1 de septiembre. Los oficiales que se encontraban a bordo fueron encerrados en sus camarotes. Muchos otros estaban alojados en tierra, por lo que se enteraron del suceso a la mañana siguiente. Horas después se inició la comunicación entre amotinados y el gobierno central por medio un primer radiograma al ministro de Marina. El mensaje estaba firmado por el "Estado Mayor de las Tripulaciones".
La escuadra tomada asumió entonces medidas de vigilancia y racionamiento, preparándose para las futuras eventualidades del conflicto. Temían concretamente que la flotilla de submarinos fondeada en Talcahuano fuera usada por el gobierno en contra de los buques sublevados. Según el testimonio del cabo despensero Manuel Astica también se tomaron medidas como sellar cantinas y cajas de fondos para protegerlas.
La situación inmediata en tierra fue descrita por el dirigente universitario católico Bernardo Leighton, enviado al lugar de los hechos por el ministro del Interior Marcial Mora a fin de intentar disuadir a la población de que apoyara la rebelión:

Comprobamos allá que los habitantes de esa ciudad [Coquimbo] simpatizaban con el motín, mientras los vecinos de La Serena no mostraban la misma actitud.
Bernardo Leighton.

### Primer manifiesto de los alzados

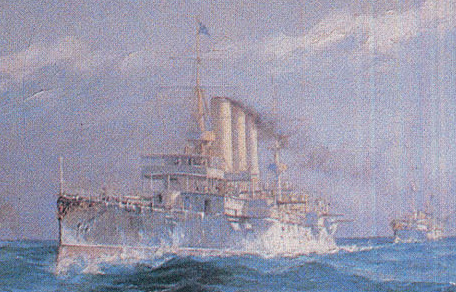
El crucero protegido O'Higgins, buque insignia de la escuadra activa. Fragmento de óleo de Álvaro Casanova Zenteno.

El radiograma del 1 de septiembre constaba de tres considerandos, que se pueden resumir como sigue:
- La tripulación no aceptaba la dilapidación de la Hacienda producto de la incapacidad del gobierno.
- Aceptar la rebaja de sueldos «sería acatar la política de bandidaje gubernativo».
- El gobierno y sus predecesores pecaban de falta de iniciativa y comprensión.

Y por consiguiente se comunicaban al ministro de Marina los siguientes siete acuerdos:
- Los elementos modestos no debían ser quienes sufrieran los constantes errores y falta de probidad de la clase gobernante.
- Los poderes competentes debían pedir la extradición de los políticos ausentes del país.
- El gobierno no debía indisponer a la ciudadanía contra los alzados y las fuerzas armadas.
- La Escuadra se mantendría en Coquimbo mientras no se lograra una solución.
- Que no apuntarían sus armas en contra de sus «hermanos de pueblo».
- Que la tripulación no estaba movida por ideas anarquistas y que deseaba proteger a sus conciudadanos.[32]

## Se propaga el movimiento
Dos días después la sublevación se extendió a la base naval de Talcahuano. Allí se unió el personal del apostadero naval, las escuelas politécnicas navales, la artillería costera, la radioestación naval, la Escuela de Grumetes de la Isla Quiriquina y los obreros de los astilleros fiscales. El posterior consejo de guerra de San Felipe identificó al sargento señalero Orlando Robles como líder local de la rebelión.
En Talcahuano, además de sublevarse las bases de tierra, se amotinaron los buques fondeados en dicho puerto; la denominada "Escuadra del Sur", compuesta por 15 buques activos y 3 en mantenimiento, que sumaban 36 040 toneladas. Esta Escuadra, integrada sobre todo por navíos anticuados y submarinos, era operada por unos 1700 marineros embarcados.
| La Escuadra del Sur |                                                   | |                                            |          |
| Buque               | Tipo                                              | Observaciones | Tripulación                                | Tonelaje |
| Blanco Encalada     | crucero protegido (1893)                          | Buque insignia de la "Escuadra del Sur". Por su mal estado solo podía navegar a 5 nudos. | 427 hombres                                | 4.420 t. |
| Araucano            | buque madre de submarinos (1929)                  | | ¿500? hombres                              | 9.000 t. |
| Almirante Riveros   | cazatorpedero líder clase Lynch o Foulknor (1914) | Fue alcanzado por artillería del Ejército durante el asalto a Talcahuano. Un tiro hizo que reventara una de sus calderas. Se retiró a la Isla Quiriquina, donde desembarcó muertos y heridos. | 197                                        | 1829 t.  |
| Micalvi             | transporte (1925)                                 | Se le encomendó dirigirse a Lota a embarcar grupos de mineros del carbón. Allí fue tomado por Carabineros. | ¿90?                                       | 850 t.   |
| Capitán Thomson     | submarino clase Odín (1929)                       | | 53                                         | 1.520 t. |
| Almirante Simpson   | submarino clase Odín (1929)                       | | 53                                         | 1.520 t. |
| Gualcolda H-1       | submarino clase H (1917)                          | | 22                                         | 355 t.   |
| Quidora H-4         | submarino clase H (1917)                          | Terminó siendo alcanzado durante el bombardeo aéreo en Coquimbo. | 22                                         | 355 t.   |
| Fresia H-5          | submarino clase H (1917)                          | | 22                                         | 355 t.   |
| Colo Colo           | escampavía (1929)                                 | Fue enviado a Isla Quiriquina como apoyo a la sublevación de la Escuela de Grumetes. El 7 de septiembre tuvo un enfrentamiento con el submarino Rucumilla, operado a esas alturas por personal gobiernista. Trató de embestirlo, pero éste alcanzó a evadir la maniobra sumergiéndose. | ¿80?                                       | 760 t.   |
| Elicura             | escampavía-minador (1914)                         | Quedó patrullando las cercanías de la Isla Quiriquina como apoyo a la sublevación de la Escuela de Grumetes. | 73                                         | 545 t.   |
| Orompello           | escampavía-minador (1914)                         | Intentó trasladarse a Coquimbo con el resto de la Escuadra, pero debió volver por falta de potencia de las máquinas. | 73                                         | 545 t.   |
| Janequeo            | escampavía (1929)                                 | buque auxiliar | ¿80?                                       | 790 t.   |
| Leucotón            | escampavía-minador (1914)                         | buque auxiliar | 73                                         | 540 t.   |
| Piloto Sibbald      | escampavía (1916)                                 | buque auxiliar | ¿80?                                       | 1.100 t. |
| Prat                | acorazado pre-dreadnought (1890)                  | En el dique de Talcahuano; no participó de la acción. | 480 normalmente                            | 6.901 t. |
| Chacabuco           | crucero protegido (1897)                          | En el dique de Talcahuano; no participó de la acción. | 400 normalmente                            | 4.300 t. |
| Rucumilla H-3       | submarino clase H (1917)                          | Se encontraba en reparaciones. Tras el asalto de Talcahuano fue puesto en funcionamiento y operado por un grupo adicto al gobierno, conformado por oficiales, un excadete naval y dos marineros. Salieron a la caza de alguna nave rezagada de la Escuadra del Sur, sin mayor suerte. Fueron atacados por el Colo Colo y estuvieron a punto de embancarse en la boca del Río Biobío. (enlace roto disponible en Internet Archive; véase el historial, la primera versión y la última). | 18 (tripulación gobiernista de emergencia) | 355 t.   |

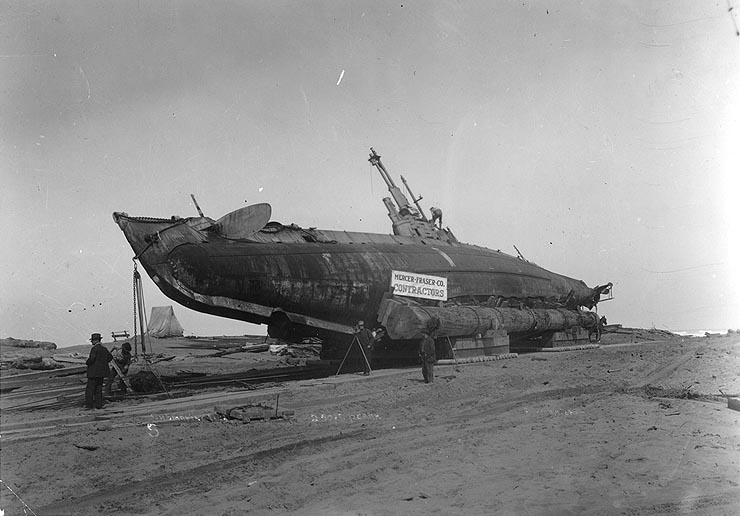
Un submarino tipo H. Chile contaba con 6 unidades de esta clase cuando estalló la Sublevación.

Los sublevados de la Escuadra del Sur desembarcaron a los oficiales y zarparon hacia el norte con rumbo a la caleta de Dichato. Allí alistaron los buques para emprender la travesía hacia el puerto de Coquimbo. Dejaron atrás al destructor Riveros, que sufría desperfectos en su maquinaria, como apoyo a la sublevación en Talcahuano. El Micalvi fue despachado a recoger mineros del carbón a Lota. El Blanco Encalada viajó hacia el norte retrasado respecto del resto de la Escuadra debido a que apenas desarrollaba una velocidad de 5 nudos.
Otras unidades dispersas se unieron poco a poco a la sublevación. Es el caso del petrolero Maipo, que se encontraba navegando rumbo a California y que giró de regreso a Chile con la intención de reunirse al resto de la escuadra.
En tierra ocurrió otro tanto en diversas unidades que también se plegaron al movimiento. Fueron tomadas por suboficiales y tropa: la Escuela de Comunicaciones de Valparaíso, la radioestación naval de Playa Ancha, el cuartel Silva Palma y el regimiento de infantería Maipo (Valparaíso), del Ejército de Chile.
En la naciente, por esa época, Fuerza Aérea de Chile también hubo unidades que se unieron al movimiento, como lo fue el Grupo de Aviación número 2 asentado en la base aérea Quintero, en donde la tropa y suboficialidad, siguiendo el mismo modus operandi de sus camaradas navales, apresaron a sus oficiales para así controlar la unidad aérea.
En total 30 buques activos estaban ya en manos de los sublevados.

## Negociaciones

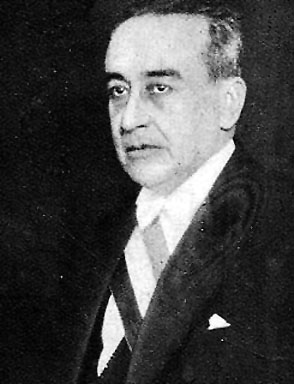
Juan Esteban Montero, pese había dejado el gobierno en manos de su vicepresidente, Manuel Trucco, para postularse a las elecciones del 4 de octubre, supervisó el manejo gubernamental de la crisis.

A estas alturas el petitorio de la marinería incluía ya más demandas relacionadas con la crisis económica general del país:
- División de la tierra.
- «Solidaridad de las industrias»
- Que la carga de la deuda externa fuera principalmente solventada por los «millonarios».

En el gobierno el presidente Juan Esteban Montero había levantado su candidatura para las próximas elecciones y era reemplazado temporalmente por el vicepresidente Manuel Trucco. Este último, alarmado, aceptó negociar con los marinos, al tiempo que prepararaba un ataque con unidades de la Fuerza Aérea de Chile y el Ejército de Chile. Entretanto se entablaban comunicaciones confidenciales con las autoridades de Estados Unidos, a fin de solicitar la presencia de una fuerza naval considerable que sometiera a la Escuadra en caso de fallar las operaciones previstas por el gobierno.
Trucco envió al contraalmirante Edgardo von Schroeders a parlamentar a Coquimbo, con la instrucción de que las negociaciones se realizaran en tierra. Los rebeldes no cedieron en este punto, por lo que Von Schroeders debió subir al Almirante Latorre, donde afirma que fue tratado con respeto y consideración. Por otra parte, y como una motivación para que la marinería sublevada depusiera su gesto, se nombró como ministro de hacienda a Arturo Prat Carvajal, hijo del héroe de la Guerra del Pacífico.
Von Schroeders reserva largos pasajes de sus memorias acerca de las negociaciones a describir despectivamente al despensero Manuel Astica, con quien ocasionalmente se trabó en discusiones teóricas sobre la política económica del gobierno. El oficial califica al aspirante a condestable como «peligroso espécimen», «funesto», «instruido para su clase social» y «comunista con odios». Agrega, refiriéndose a los sucesos posteriores a la Sublevación:

No comprendo como el Consejo de Guerra de San Felipe no condenó a este energúmeno (Astica) a la pena de muerte.
Edgardo von Schroeders.

Por otra parte, el contralmirante creyó observar algunos sutiles síntomas de división entre los sublevados, que comunicó esperanzado al gobierno.
Previamente al comienzo de las conversaciones, de acuerdo a la edición de esos días de la revista Sucesos, incluso se habría producido una discusión al interior de la tripulación del Almirante Latorre. En ella se había impuesto la idea de mantener el movimiento en un carácter de resistencia pasiva. Incluso tras este diálogo un grupo de marineros comunistas habría decidido abandonar voluntariamente el acorazado.
Pero, pese a todo, la negociación parecía ir bien encaminada. Incluso se consensuó la redacción de un acta de acuerdo que, aunque llena de giros retóricos que relativizaban las afirmaciones, comprometía al gobierno a aceptar todas las peticiones gremiales de los tripulantes y a estudiar la mejor forma de aplicar el conjunto de las reformas sociales solicitadas.

"2º) Que el Gobierno, impuesto de las verdaderas razones y causas que han originado el movimiento, acepta las declaraciones manifestadas por las tripulaciones al Gobierno y al país, y estudiará la mejor forma de llevar a la práctica todas las ideas que ellas contienen y que tiendan al engrandecimiento de la patria".
Acta de Acuerdo
Entre el Estado Mayor de las Tripulaciones y el delegado del gobierno Edgardo Von Schroeders.

Solo faltaba firmar.

### Ultimátum
Hay dos versiones de lo que sucedió entonces:
a) Según los oficiales navales, los cabecillas más duros idearon pedir la firma del obispo de la vecina ciudad de La Serena, José María Caro, en calidad de ministro de fe. Para ellos se habría tratado de una maniobra para dilatar la negociación. Sospechando de esta petición, el gobierno rompió el diálogo y envió un ultimátum conminando a la rendición incondicional de los sublevados.
b) Según los líderes de la sublevación, el gobierno rompió el diálogo inesperadamente y sin motivo aparente, por lo que llegaron a la conclusión de que la misión de Von Schroeders no había tenido más objetivo que ganar tiempo y espiar el estado de la rebelión.
Como fuere, las negociaciones se rompieron el 4 de septiembre. El gobierno remitió un ultimátum de rendición incondicional, que fue contestado por los rebeldes anunciando que la sublevación pasaba a partir de ese momento a ser una "revolución social", y que prontamente se embarcarían en la escuadra delegados del pueblo, de la Federación Obrera de Chile (FOCH), y del Partido Comunista de Chile.
El mismo día 4 se iniciaba en Santiago una huelga general, convocada por el presidente de la FOCH, Elías Lafferte.  El Batallón de Ferrocarrileros del Ejército fue despachado a cumplir su misión habitual; suplir a los trabajadores ferroviarios en paro. La medida buscaba evitar inconvenientes en el transporte e impedir que se entorpecieran los movimientos militares que se avecinaban,

## Hostilidades

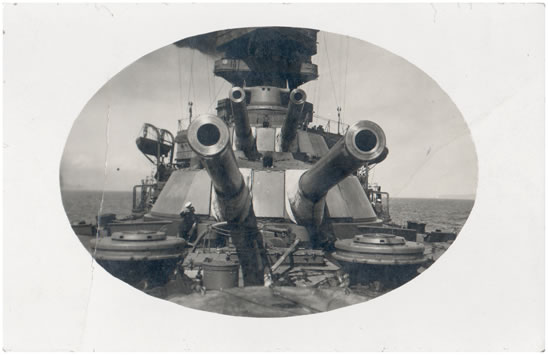
Los cañones de 355 mm del Acorazado Latorre.

El ministro de Guerra, general Carlos Vergara Montero, había aprovechado de alistar concentraciones de tropas en las cercanías de los puntos controlados por los alzados. Movió  a la Escuela de Infantería de San Bernardo a Valparaíso. Otras unidades rodearon la base Quintero. Se sumaron grandes fuerzas en Concepción, listas para atacar Talcahuano bajo el mando del general Guillermo Novoa.
Por otro lado el ministro de Guerra fue convencido por su hermano, el comandante de Fuerza Aérea Ramón Vergara Montero, de la factibilidad bombardear la Escuadra con aeroplanos.
En tanto, la Escuadra del Sur llegaba a Coquimbo. Un caso singular y posiblemente único: una flotilla de guerra completa había sido conducida solo por sus marineros a través del océano.

### Valparaíso: asalto al Regimiento Maipo
La primera acción armada del gobierno fue un ataque en contra de las instalaciones del Regimiento Maipo. Esta unidad militar, la principal fuerza del ejército acantonada en Vaparaíso, se había sublevado en apoyo a las tripulaciones. Se trataba de un regimiento importante y tradicional, heredero de un batallón organizado en 1811. El general Ibáñez había declarado en 1929 su intención de convertirlo en el más moderno del país. Por lo mismo su apoyo a la Sublevación era una fuerte fractura en el ejército, la principal fuerza terrestre de la administración Trucco. Tras algún intercambio de fuego el Maipo se rindió.

### Combate en Talcahuano

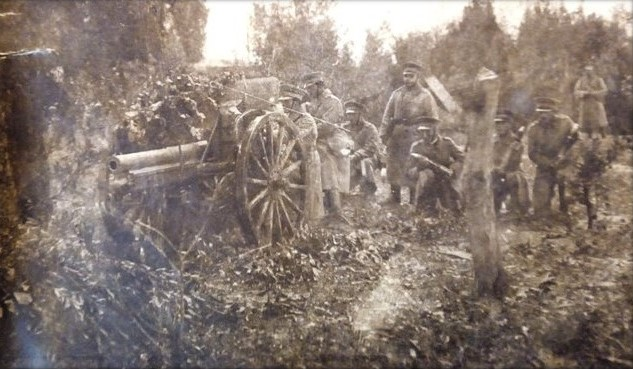
Cañón de artillería empleado en el Fuerte "El Morro", uno de los que hicieron daño al "Riveros".

El sábado 5 de septiembre, se inició un cruento asalto militar de las fuerzas gubernamentales del Ejército a Talcahuano, con la intención de rendir a la marinería, apoyada por los obreros de los astilleros. Este enfrentamiento es reseñado a veces como Combate de La puerta de los leones, principal ingreso a la base naval, aunque la lucha parece haberse concentrado en el sector del arsenal.
El ataque comenzó a la 15:30 horas, cuando la artillería del ejército abrió fuego sobre el solitario destructor Riveros, que protegía las instalaciones navales amotinadas. El destructor fue duramente castigado durante el intercambio de cañonazos, por lo que se retiró a la Isla Quiriquina, donde desembarcó muertos y heridos.
Los sublevados de Talcahuano fueron completamente derrotados después de dos días de combates contra 4 regimientos (Guías, Chacabuco, O'Higgins y Húsares) y un grupo de artillería (Silva Renard). Los fuertes de El Morro, Punta de Parra y Borgoño fueron los últimos en ser rendidos, el día 6 de septiembre. El número de bajas de estos enfrentamientos no es conocido, pero se estima que fue una cifra no despreciable.

En el combate de Talcahuano hubo un apreciable número de bajas, entre muertos y heridos, tanto de parte de los rebeldes como entre las tropas gubernativas. La captura de los fuertes puso en poder del gobierno mil prisioneros y todo el armamento y municiones que existía en ellos. El Comité Revolucionario que se había organizado se rindió incondicionalmente.
Ricardo Donoso

El desarrollo del ataque fue seguido en tiempo real por las tripulaciones de la Escuadra en Coquimbo, que recibieron impotentes las transmisiones de Talcahuano hasta poco antes de la caída de la base.

A bordo del Latorre [...] todo el Estado Mayor [de las Tripulaciones] seguía las alternativas del combate a través de la acción de una radioestación. El operador nos describió en detalle la ofensiva contra los fuertes, considerados inexpugnables. De pronto grito: "¡Atención Coquimbo! ¡Ahora vienen contra nosotros!" [...] "Atención -dijo luego: ¡está cayendo gente!" [...] Nosotros escuchábamos consternados, con profunda emoción, sin poder hacer absolutamente nada a la distancia. Entonces el muchacho de la Base gritó a través del aparato "¡Epa! ¡Ya están subiendo hasta mi emplazamiento! ¡Vienen entrando los primeros!" Y después oímos solamente un largo pitazo que marcaba, según la señal convenida por este héroe increíble, la caída del Apostadero Naval y también su muerte.
Suboficial preceptor Ernesto González

### Bombardeo de Coquimbo

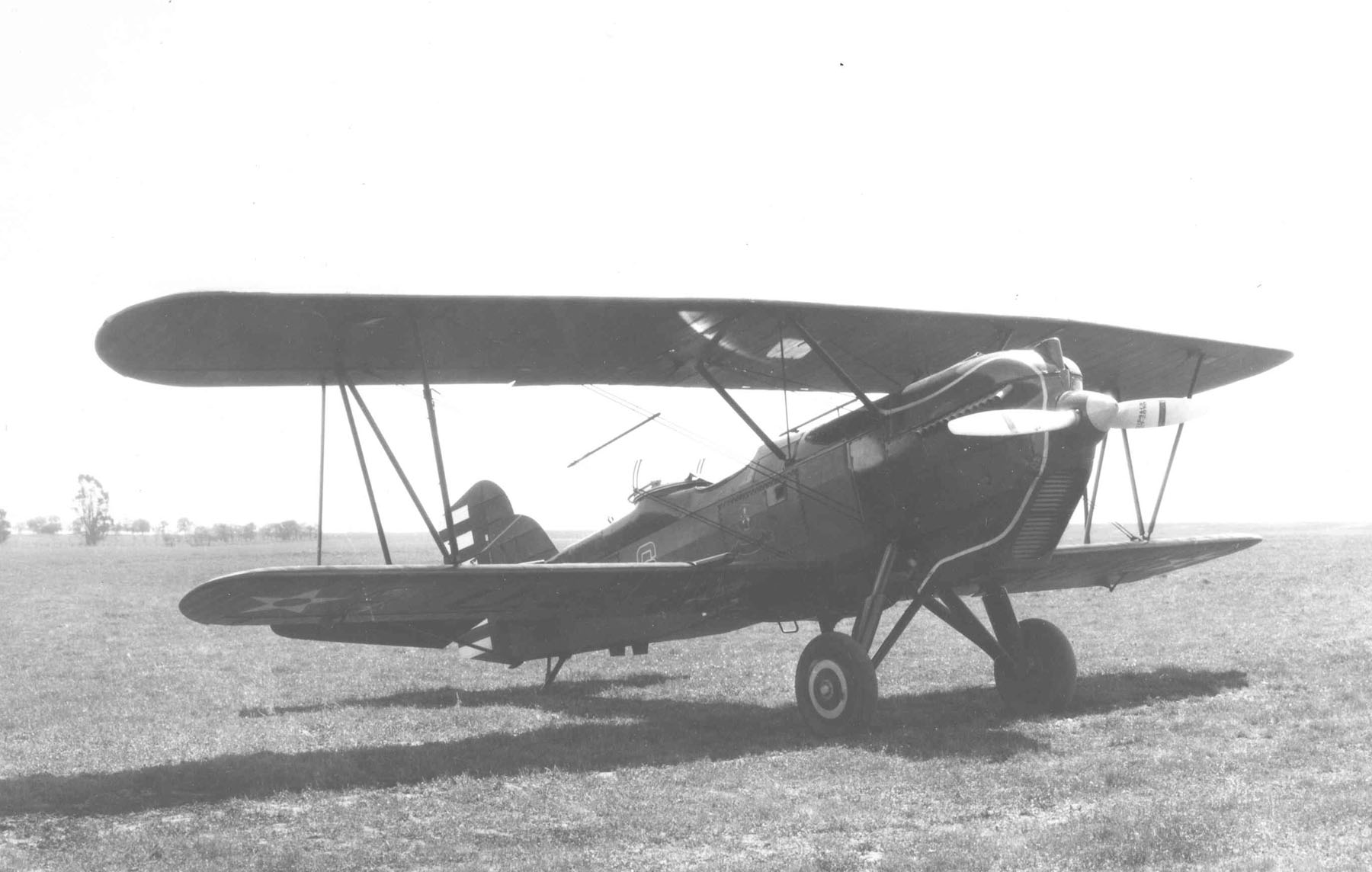
El Curtiss Falcon, uno de los modelos de aviones que bombardeó a la escuadra.

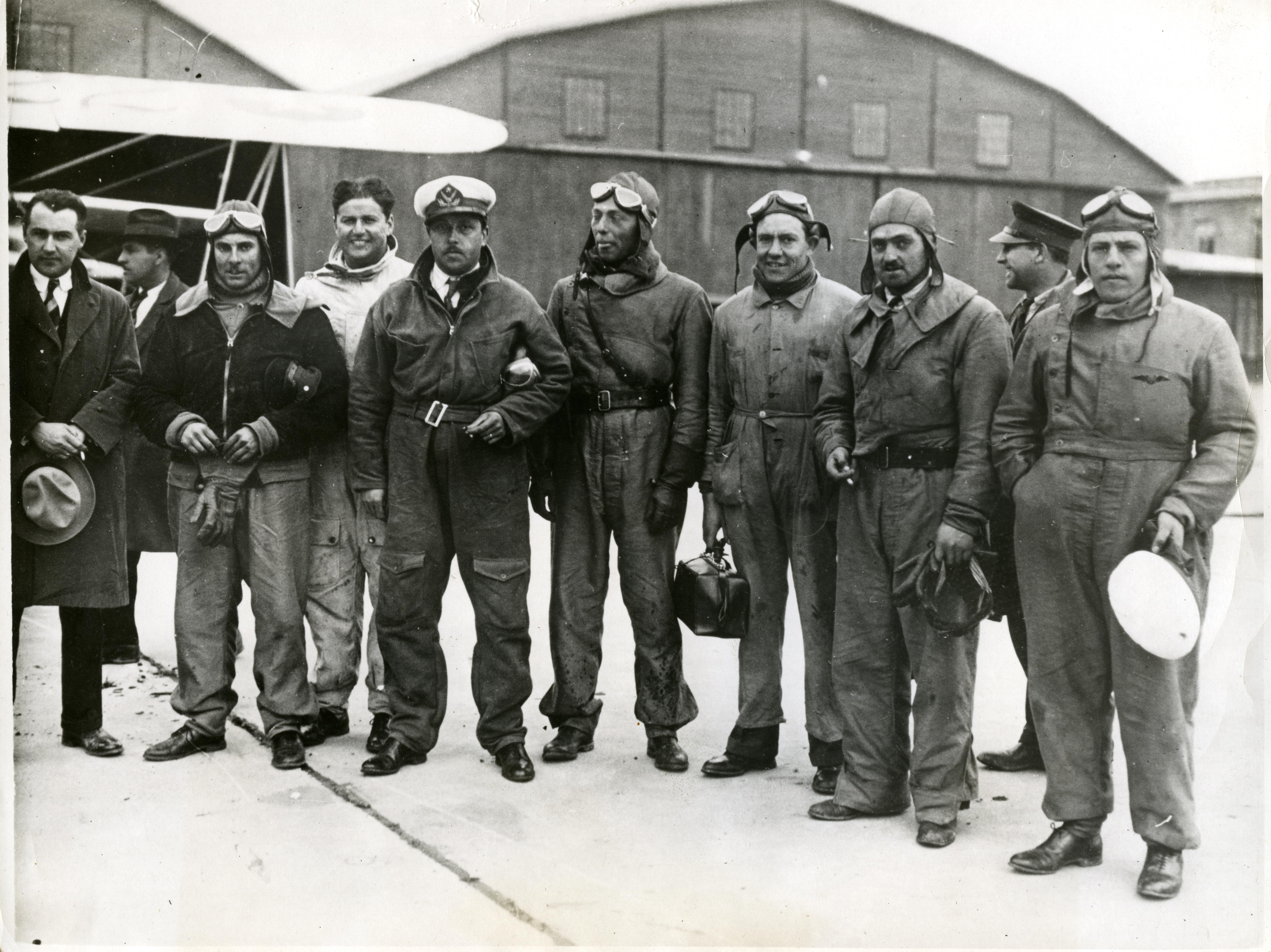
Pilotos de la Fuerza Aérea Nacional antes de bombardear a los sublevados.

El gobierno desde días antes venía concentrado casi todos los aviones de la Fuerza Aérea Nacional (FAN) en el Aeródromo Tuquí de la ciudad de Ovalle, vecina al fondeadero de la escuadra en Coquimbo. Allí se reunieron: 2 bombarderos pesados Junkers R-42, 14 bombarderos livianos Curtiss Falcon y Vickers Type 116 Vixen, 2 aviones de ataque Vickers-Wibault Type 121 y 2 transportes Ford 5-AT-C, estos últimos alistados como improvisados bombarderos. Anteriormente el gobierno había encargado a la FAN impedir la reunión de la flotilla denominada Escuadra del Sur, desprovista de artillería antiaérea, con el grueso de la Escuadra. La FAN, no ubicó a sus blancos en el mar y todos los buques lograron concentrarse, por lo que se puso en duda la efectividad de la aviación.
Aun así, a la FAN se le ordenó atacar a la escuadra en su fondeadero, lo que realizó el 6 de septiembre a las 17:00 horas. La instrucción era concentrar las bombas sobre el acorazado Almirante Latorre.  Esta acción ha sido denominada combate aeronaval de Coquimbo. El resultado material del bombardeo fue únicamente un impacto cercano al submarino Quidora, que dejó un muerto y un herido entre su tripulación. Cinco aviones fueron alcanzados por fuegos de la escuadra, pero pudieron volver a su base, mientras que un Curtiss Falcon fue seriamente ametrallado, capotando en La Serena. Sus dos tripulantes salvaron con vida. Curiosamente, este Curtiss Falcon capotado, terminó con el motor en buen estado, y siendo puesto en un Hudson, por el mecánico y piloto italiano, Antonio Carili, el auto más rápido construido en Chile. 

## Epílogo del movimiento

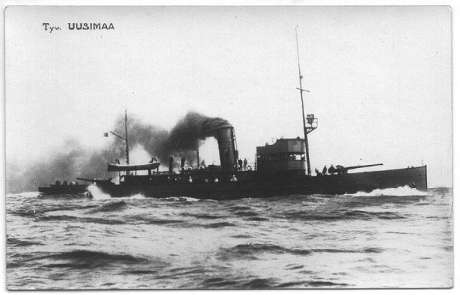
Un escampavía finlandés, gemelo del Orompello, Elicura, Colo Colo y Leucotón. El 7 de septiembre el Colo Colo protagonizó el último enfrentamiento de la Sublevación al intentar embestir cerca de la Isla Quiriquina al submarino Rucumilla, que era operado por un grupo de oficiales adeptos al gobierno.

Con todo, el ataque aéreo y el combate de Talcahuano aparentemente lograron desmoralizar a un sector de los marineros. Durante la noche siguiente al ataque de la FAN, dos destructores, el Hyatt y el Riquelme, abandonaron furtivamente la bahía de Coquimbo con rumbo a Valparaíso, donde se entregaron a las autoridades. La pérdida de la unidad fue la estocada final para la movilización. A partir del 7 de septiembre los sublevados hicieron entrega de la Escuadra al gobierno.

### Consejo de guerra
Posteriormente los marineros fueron sometidos a un consejo de guerra, realizado en la ciudad de San Felipe. En esa instancia los líderes de la marinería fueron condenados a diferentes penas, incluyendo la muerte. Entre los sublevados de Coquimbo las principales condenas se repartieron como sigue:
a) Pena de muerte:
- Ernesto González, suboficial preceptor (profesor);
- Lautaro Silva, despensero;
- Victoriano Zapata, sargento;
- Víctor Villalobos, cabo artillero;
- Juan Bravo, cabo primero;
- Luis Pérez Sierra, cabo primero.

b) Presidio perpetuo:
- Manuel Astica, despensero;
- Augusto Zagal, despensero.

A los prisioneros de Talcahuano y otras bases se les aplicaron sanciones similares. En total se formalizaron 6 condenas a muerte, 120 de cárcel y fueron expulsadas más de 800 personas entre marinos y obreros de los astilleros.

### «Pascua trágica» en Copiapó
Mientras se realizaba el consejo de guerra, y como última réplica del clima revolucionario, la noche del 24 de diciembre de 1931 un grupo de 30 civiles, aparentes miembros de la FOCH y el Partido Comunista, intentaron apoderarse del Regimiento Esmeralda de Copiapó. Durante la balacera murieron siete atacantes, un sargento, dos soldados y dos mujeres que iban pasando. El grupo de asalto se retiró con las primeras luces del alba. Durante el día de Navidad las autoridades ordenaron allanamientos y diligencias que les permitieron apresar a diecisiete personas identificadas como comunistas. Los detenidos fueron fusilados sin mayor trámite en un potrero próximo al aeródromo local. De acuerdo con la investigación posterior, se intentó hacer desaparecer los cuerpos de los fusilados, que en primera instancia fueron enterrados sin identificar y ni dar aviso a sus familiares.
Así se cerraba el año marcado por la caída de Ibáñez y la Sublevación, presagiando las numerosas convulsiones que traería 1932.

### Oficialidad sospechosa: conmutaciones y amnistía

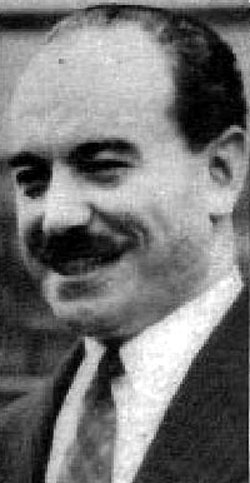
Carlos Dávila, presidente de la breve República Socialista de Chile, que en 1932 desagravió públicamente a los amotinados.

El contralmirante Edgardo von Schroeders fue ascendido a comandante en jefe de la Armada de Chile en los primeros meses de 1932.
El gobierno de Juan Esteban Montero, asumido en marzo del mismo año, decidió conmutar las duras condenas del consejo de guerra de San Felipe por penas de relegación. De acuerdo al historiador William Sater, esta resolución se habría debido a que se sospechó seriamente cierto grado de colusión entre la marinería y la oficialidad.
En medio de esta situación Von Schroeder fue discretamente reemplazado por el contralmirante Carlos Jouanne de la Motte du Portail. Y este oficial a su vez fue destituido poco después, sumándose a un largo desfile de comandantes en jefes. En total, durante 1932 se sucedieron seis almirantes en dicho puesto. En resumen, la mayor parte del almirantazgo de la Armada cayó en desgracia durante aquel período.
En junio, después de tres meses de gobierno y de haber designado dos comandantes de la Armada, Juan Esteban Montero fue derrocado por un golpe de Estado comandado por el oficial de la fuerza aérea Marmaduke Grove. Dicho movimiento instauró la llamada República Socialista de Chile. El 14 de septiembre de 1932 aquella breve administración tomó una de sus últimas medidas: decretar una amnistía general para todos los marineros relegados.

[...] el régimen socialista de don Carlos Dávila les facilitó un balcón de La Moneda para que dirigieran la palabra al pueblo; el del señor Oyanedel les dio pensión de retiro a los expulsados y el gobierno constitucional que se inició en septiembre de 1932 la decretó hasta para los condenados y aun concedió al jefe de los amotinados, el preceptor González, un importante cargo público.
Contral. Edgardo von Schroeders

## Miscelánea

### Los generales gobiernistas: simpatizantes nazis

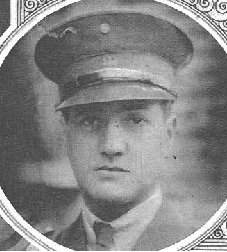
Ramón Vergara Montero, quien comandó el bombardeo de la Escuadra en Coquimbo.

Los principales oficiales involucrados en la represión del movimiento, como los generales Carlos Vergara Montero, Guillermo Novoa, el comandante de la aviación Ramón Vergara Montero y el contralmirante Edgardo von Schroeders, en los años siguientes terminaron siendo miembros de diversas organizaciones de fachada del capítulo chileno del partido nazi, o NSDAP (AO) Landesgruppe Chile. Entre estas instituciones satélites se encontraba la Deutscher Militär Verein y la "Asociación de Amigos de Alemania", o AAA. Muchos integraron, además, el Frente Nacional Chileno, que a principio de la década de 1940 luchaba por la disolución de las instituciones democráticas y la represión de los comunistas.

### El silencio de la Armada
Para la Armada de Chile la Sublevación se transformó en un tema olvidable. No aparece consignada en las reseñas históricas que publica acerca de la institución y sus buques. Los oficiales internamente se comenzaron a referir a ella en forma indirecta, bajo el eufemismo «sucesos de 1931». Salvo por las primeras investigaciones y aclaraciones de 1932, recién a fines de la década de 1990 comenzaron a pubicarse en revistas especializadas y en libros de edición independiente algunos relatos de oficiales relacionados con la Sublevación.

Después de 60 años, en febrero de 1992, decidí narrar lo que vi y experimenté a bordo del destructor Hyatt en 1931 [...] Sin embargo, dada la tácita ley de silencio prevaleciente en la Armada en torno a estos hechos, me abstuve de hacerlo [...]
Carlos Aguirre
capitán de navío (r), 2003.

Al respecto, Manuel Astica, uno de los líderes de la sublevación señalaba al ser entrevistado a mediados de la década 1980:

Muchos miembros de esas generaciones [se refiere a la "actuales generaciones" de entonces] no saben que ocurrió un acontecimiento de esa naturaleza. ¿Por qué razón? Porque se ha conspirado de una forma bien sistemática para silenciarlo. Silenciar ese hecho. Silenciar ese acontecimiento o presentarlo muy jibarizado, muy minimizado respecto de sus verdaderas proporciones.
Manuel Astica Fuentes

### Interpretación de izquierda: la revolución que no fue
El libro La revolución de la Escuadra (1972), del autor Patricio Manns, fue editado con un gran tiraje durante el gobierno de Salvador Allende. El autor, quien en la década de 1980 militó en el Frente Patriótico Manuel Rodríguez, se lamentaba del fracaso de la Sublevación, que desde su punto de vista pudo haberse convertido en una revolución generalizada:

El levantamiento marca una de esas encrucijadas fundamentales en la vida de los hombres, de sus instituciones, o de los pueblos [...] y que tienen el poder -o pudieron tenerlo en ese instante crucial- de provocar cambios revolucionarios.
Patricio Manns.

Al respecto otro autor de esta tendencia acota:

Los marineros empezaron a confraternizar con los trabajadores. Sin embargo, el comando de la rebelión no pudo o no quiso concretar acuerdos con las organizaciones obreras más importantes, como la FOCH y la IWW. Este error condujo al aislamiento y la pronta derrota de los rebeldes. A su vez, los dirigentes del movimiento obrero no supieron aquilatar la importancia de la rebelión de los marineros, manteniéndose a la expectativa y desperdiciando una coyuntura excepcional.
Luis Vitale.

### Un caso similar con un final diferente
La Sublevación de la Escuadra de Chile se produjo en forma casi simultánea con el Motín naval de Invergordon, en el Reino Unido. Los marineros británicos iniciaron su acción por motivos idénticos a los de sus colegas chilenos: una rebaja de sueldos producto de la Gran Depresión. A diferencia de lo ocurrido en Chile, el oficial responsable de la marinería amotinada, el contraalmirante Wilfrid Tomkinson, logró evitar el uso de la fuerza y justificó la indisciplina de sus marineros, argumentando que se trataba de una queja bien fundada. Incluso parte de la rebaja salarial fue revertida.

### Documental sobre Manuel Astica:De las armas y las letras
Los realizadores Ricardo Carrasco, Gonzalo Duque, Vicente Parrini, Sergio Navarro y Felipe Tirado (el "Colectivo Producciones del Cabo Astica") grabaron el documental De las armas y las letras: O de cómo el periodista Manuel Astica tomó el control de un acorazado y se convirtió en poeta, una semblanza audiovisual sobre Manuel Astica, cabo despensero sindicado como uno de los cabecilla de la Sublevación, que también ejerció como poeta, crítico y periodista en la prensa, principalmente de Valparaíso. Este documental, que según sus créditos se grabó en VHS en la primavera de 1984 y el verano de 1986, siendo remontado digitalmente en 2001, formó parte de la exhibición del Festival Internacional de Cine de Valdivia en 2017, certamen que informó 1987 como la fecha de la obra. El documental presenta entrevistas a un Astica ya octogenario en bares, cementerios y calles de Valparaíso. En sus intervenciones recuerda la sublevación y su vida; realiza reflexiones literarias, políticas, sobre la vida y el paso de tiempo. También se muestra como era reconocido y valorado en esos años como poeta e intelectual por algunos de sus conciudadanos porteños encuestados en la calle, mientras la mayoría de ellos ignoraban su nombre e historia. El documental afirma que Astica, tras trabajar en algunos periódicos y militar en la juventud católica junto a Clotario Blest, decidió postular al puesto de cabo despensero, inicialmente por el deseo de conocer el mundo embarcado, inspirado en sus lecturas infantiles de las novelas de aventuras de Emilio Salgari.